# لوگا، اوبلاست لنینگراد
شهر لوگا، اوبلاست لنینگراد (به روسی: Луга) در کشور روسیه و در اوبلاست لنینگراد واقع شده‌است.